# 全壘打
棒球運動中，全壘打是一種打者可環繞所有壘包一圈的安打。除了打者跑到終點本壘時，可自力得到一分之外，所有已經在壘包上的跑者每人皆可得到一分。
棒球進攻隊伍的球員必須依序經過四個壘包才能得分，在其他情況下，打者上壘成為跑者之後，必須藉由其他隊友的幫助推進才能得分。但是若擊出全壘打，計分板上分數立刻就增加了，因此全壘打一向是棒球運動中最為人津津樂道的一環。
1920年12月15日國家聯盟公佈了一項數據告訴大家為什麼最近幾年全壘打開始暴增。1919年國家聯盟的比賽總共用了10,248個球，1920年用了27,924個，更早之前是把球打到不能再打時才換球，因此，在這之前的打者全壘打都不多。
最偉大的打者通常很會打全壘打。美國曾有句諺語說：「鳥槍開福特，重砲手開凱迪拉克。」（"Singles hitters drive Fords, and home run hitters drive Cadillacs."）還有個傳說是：有次有個記者訪問美國球星貝比·魯斯，談到他的薪水比美國總統赫伯特·胡佛還高一事，魯斯回答：「那要看他去年打多少支全壘打囉？」
在台灣，全壘打又稱為紅不讓，由日語棒球術語音譯而來，而日語又是從英語全壘打Home Run音譯而來。

## 全壘打的種類
除了一般常說的全壘打，某些特定的比賽狀況還有各自的名稱。這類全壘打較為特殊，一個原因是它們不常出現，另外就是它們能為比賽帶來高潮。

### 場地規則二壘打
一般情況下，如果打者擊出的球在界內區越過全壘打牆，並落於全壘打牆外，那麼所有跑者（包括打者）皆可跑回本壘得分。此時為比賽停止球，因此即使球反彈回場內也不得將跑者觸殺出局。但是如果球在越過圍牆之前已接觸地面，則所有跑壘員（包含打者本身）都只能推進兩個壘包，這種情況稱作場地規則二壘安打。

### 場內全壘打
即使球沒有飛出全壘打牆外，基本上只要在對手沒有發生失誤的情況下，打者擊球後一舉繞完所有壘包，在野手來得及把球傳回來之前跑回本壘，就是全壘打；這稱為「場內全壘打」（inside-the-park home run），一般需要打者是個腳程快的選手，而野手要不是某種程度上對球的處理不夠正確，要不然就是球出現了不規則彈跳或因為球場的特性使得球難以處理。而這個處理錯誤不能到被記為失誤的程度，否則規則上打者是無法獲得全壘打記錄的。

### 滿壘全壘打
滿壘全壘打（grand slam home run），又稱滿貫全壘打、滿壘打、滿貫砲、大滿貫，指打者在滿壘時（一壘、二壘、三壘都有跑者）打出的全壘打，可一口氣得到4分。

### 陽春全壘打
陽春全壘打（solo home run），又稱「陽春砲」，是指在壘上無跑壘員之情形下，擊球員所擊出之全壘打，只有一分打點。此名稱是從陽春麵引申而來的，形容和陽春麵一樣沒有多餘的配料（只得到一分）。
「首局首打席全壘打」也是屬於陽春砲的一種，因為打出此種全壘打的打者必定為第一局（無論上、下半局）的第一位打者，若為第一球就達成，則為「首局首球首打席全壘打」。

### 場內滿貫全壘打
場內滿貫全壘打（inside-the-park grand slam）又稱場內大滿貫，兼具場內全壘打和滿壘全壘打的特性，是非常罕見的情況。打者於滿壘時擊出的場內全壘打，由於為場內全壘打為活球（比賽進行中）狀態，故除了野手守備瑕疵與打者本身的跑壘速度外，壘上跑者的速度也會有一定程度的影響。
2021年7月30日，富邦悍將范國宸面對樂天桃猿王躍霖擊出場內滿貫全壘打，為中華職棒首支。

### 再見全壘打
再見全壘打（walk-off home run），是由MLB知名終結者丹尼斯·艾克斯利發明的名詞，用來指稱那些立刻結束比賽的全壘打。之所以這樣命名，是因為得了分之後，球員就可以離開（""）球場了。要直接結束比賽，必須是後攻球隊在最後一局下半打出全壘打，令比數超前，也向對手先攻球隊說「再見」。其中「終極再見滿貫全壘打」(ultimate walk-off grand slam home run)指的是在球隊落後3分情況下擊出的再見全壘打。
1991年5月25日，三商虎隊洋將鷹俠在9局下球隊3:5落後滿壘時面對統一獅隊謝長亨擊出中華職棒首支再見逆轉滿貫全壘打，幫助球隊7X:5逆轉獲勝。
1992年9月16日，統一獅隊陳政賢在9局下球隊3:6落後二出局滿壘時面對兄弟象隊黃廣琪擊出再見逆轉滿貫全壘打，幫助球隊7X:6逆轉獲勝，是中華職棒首位擊出再見逆轉滿貫全壘打的本土球員，這支全壘打也是首支終極再見滿貫全壘打。
2022年6月19日，統一7-ELEVEn獅隊張翔在2022未來之星棒球邀請賽冠軍賽9局下球隊0:3落後一出局滿壘時上場代打，面對富邦悍將隊岳少華擊出代打終極再見逆轉滿貫全壘打，幫助球隊4X:3逆轉奪冠，是極少數同時具備代打、再見、終極逆轉、滿貫4個元素的全壘打。
2022年10月6日，富邦悍將隊高國麟在9局下球隊7:10落後一出局滿壘時上場代打，面對統一7-ELEVEn獅隊陳韻文擊出代打終極再見滿貫全壘打，幫助球隊11X:10逆轉獲勝。這支全壘打為中華職棒一軍史上第2支終極再見滿貫全壘打，也是第2支代打再見滿貫全壘打，更是首支同時具備代打、再見、終極逆轉、滿貫4個元素的全壘打。
2024年4月12日,統一7-ELEVEn獅隊林安可在台南球場於9局下球隊5:5平手滿壘時，面對台鋼雄鷹隊雷公，一好球的情況下，面對一顆2號位的直球，擊出右外野方向再見滿貫全壘打，幫助球隊9:5獲勝。
另外受到規則的影響，「再見滿貫場內全壘打」只會發生在落後3分的時候，因此「再見場內滿貫全壘打」為「終極再見滿貫全壘打」的一種。

### 代打全壘打
負責代打的打者擊出的全壘打。

### 連貫全壘打
- 連續二位打者都相繼擊出全壘打時，就是所謂的連貫全壘打（背靠背開轟，back-to-back）。如果二位打者面對的是不同的投手，仍然可視為（合作）連貫全壘打。
- 連續三位打者擊出全壘打時，可以稱為back-to-back-to-back。
- 連續四位打者都相繼擊出全壘打，在大聯盟史上只出現過八次，根據上述模式可稱為back-to-back-to-back-to-back。最近一次發生在2017年7月28日，國民隊的Brian Goodwin、Wilmer Difo、Bryce Harper、Ryan Zimmerman連續4名打者擊出全壘打。1出局後，第6棒Anthony Rendon再跟著開轟，單局五支全壘打也平紀錄。

### 完全全壘打
完全全壘打（home run cycle）是「完全打擊」的全壘打版本，指球隊在一場比賽出現四種全壘打（陽春全壘打、兩分全壘打、三分全壘打、滿貫全壘打）的狀況，正常情況下應是多人合力完成。當球隊達成完全全壘打時，整場比賽得分不少於10分。
由單一選手所締造的完全全壘打十分少見。2019年4月16日，美國一位高中生就獨立完成了如此罕見之創舉。而2022年8月11日，美國職棒2A聯盟紅雀隊新秀Chandler Redmond也締造了小聯盟史上首次的單人完全全壘打。
2020年8月12日，富邦悍將在對上樂天桃猿的比賽中達成完全全壘打，分別由蔣智賢擊出三分全壘打，林益全擊出陽春全壘打，王正棠擊出兩分全壘打，最後九局下由高國輝擊出中華職棒首支代打再見滿貫全壘打。
2022年9月4日，中信兄弟作客對上味全龍的比賽中達成完全全壘打，分別由周思齊擊出滿貫全壘打、陳文杰擊出三分全壘打、岳政華擊出兩分全壘打及福來喜的陽春全壘打，整場比賽中信兄弟共得12分。

### 投手擊出全壘打
投手全壘打（pitcher home run），在學生棒球及業餘棒球極為普遍，但是在職業棒球領域由於專業分工及降低運動傷害風險，大部分投手會將訓練內容完全著重於投球部分，只有極少部分投手留有優質的打擊能力，在部分職業聯盟未啟用指定打擊制度(DH)之下，投手必須要上場打擊，而在大部分投手都被視為絕對弱棒的狀況下擊出全壘打，其話題性與關注度反而更高。
需要注意的是，大谷翔平作為二刀流球員（投手與指定打擊），在某些比賽中會同時擔任投手與指定打擊（DH）。當他在比賽中登板投球並且打擊時擊出全壘打，這顆全壘打會被計為「投手全壘打」。如果大谷在比賽中投手身份被換下場，並且仍以DH身份繼續參賽，那麼他擊出的全壘打將不再被視為投手全壘打，而是計為一般的全壘打。

## 全壘打紀錄

### 美國職棒大聯盟
- 單季：73支，貝瑞·邦茲（2001年）
- 生涯：762支，貝瑞·邦茲
  - 生涯滿貫全壘打：25支，艾力士·羅德里奎茲
- 單月：20支，山米·索沙（1998年6月）
- 單場: 4支，共17人，資料來源:美國大聯盟歷年單場四轟打者與場次（英语：List of Major League Baseball hitters with four home runs in one game）

### 日本職棒
- 單季：60支，弗拉迪米爾·巴倫汀（2013年）
- 生涯：868支，王貞治
- 單月：18支，弗拉迪米爾·巴倫汀（2013年8月）

### 韓國職棒
- 單季：56支，李承燁（2003年）
- 生涯：467支，李承燁

### 中華職業棒球大聯盟
- 單季：39支，高國輝（2015年）
- 生涯：304支，林智勝（2024年6月）
- 單月：11支，朱育賢（2019年6月）

## 引申
在現實生活，全壘打亦可代指性交。

## 外部連結
- 全壘打在台灣棒球維基館上的頁面（繁體中文）